# لوكا أورباني
لوكا أورباني (بالإيطالية: Luca Urbani)‏ هو رائد فضاء وجراح إيطالي، ولد في 11 مايو 1957 في روما في إيطاليا.